# Полосатик Брайда
Полосатик Брайда (лат. Balaenoptera brydei, или Rorqualus brydei) — вид усатых китов из семейства полосатиковых (Balaenopteridae). Видовое название дано в честь норвежского судовладельца Йохана Брюде (1858—1925).

## Распространение
Полосатик Брайда встречается во всех океанах. В отличие от других представителей семейства полосатиковых, он круглый год находится в умеренных и тропических широтах. Миграции в полярные регионы пока не наблюдались.

## Внешние признаки
Полосатик Брайда относится к более мелким полосатикам, его длина составляет от 12 до 14 метров, а вес — от 16 до 25 тонн. Его тело очень вытянутое и окрашено в тёмно-серый цвет с небольшими светлыми пятнами у шеи и на животе. Характерными для этого вида являются три отстоящих нароста на верхней части головы. Серпообразный спинной плавник расположен, как и у всех полосатиков, далеко сзади.

## Поведение

Величина полосатика Брайда по сравнению с человеком

Полосатики Брайда живут парами или небольшими группами в водах, температура которых не превышает 20 °C. В отличие от других полосатиков, они являются более оседлым видом. Их миграционные передвижения относительно короткие и зависят от наличия пищи. Добыча полосатиков Брайда состоит почти исключительно из рыбы, прежде всего из сардин и скумбрий, а также из ракообразных и головоногих.

## Угрозы
В 1960-х на полосатиков Брайда в северном полушарии велась систематическая охота. Однако в целом они интересовали китобоев по сравнению с другими видами китов довольно мало. Поэтому полосатики Брайда сегодня встречаются часто и не считаются видом, находящимся под угрозой исчезновения. Оценки их общей численности составляют от 40 до 80 тысяч особей.

## Таксономия

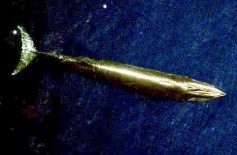
Полосатик Брайда. Вид сверху

Вид был впервые описан в 1913 году и получил латинское название Balaenoptera brydei, однако позже его сочли идентичным с описанным в 1878 году полосатиком Идена (Balaenoptera edeni). Так как в таких случаях предпочтение отдают более старому названию, долгое время его официальным научным названием было Balaenoptera edeni. В 1993 году в результате генетических исследований учёные пришли к выводу, что полосатик Идена представляет отдельный вид, и с тех пор официальным названием полосатика Брайда вновь является Balaenoptera brydei, хотя в более старых источниках о нём говорится как о Balaenoptera edeni.
В 2012 году А. Хассанин и коллеги по причине предполагаемой парафилии традиционного рода Balaenoptera  отнесли полосатика Брайда к роду Rorqualus, переименовав его в Rorqualus brydei; к этому же роду было отнесено большинство других видов полосатиков.